# Vellum

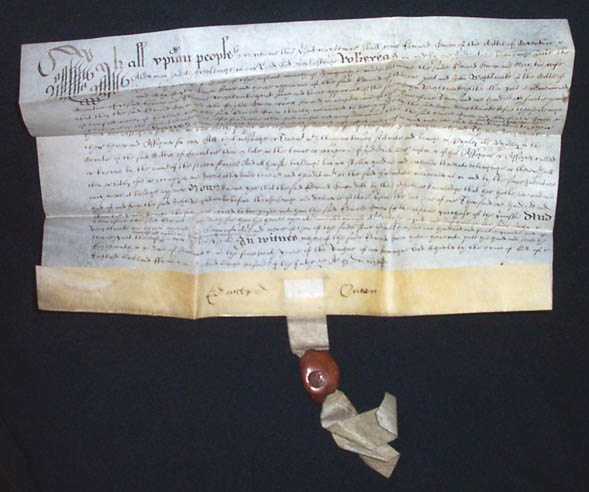
Oorkonde uit 1638 op vellum

Vellum is een soort perkament, dat is ongelooide dierenhuid, vooral bedoeld als materiaal om op te schrijven en te schilderen.
Vellum komt van 'vitulinum', Latijn voor 'kalfs-'. Schreef men in de Oudheid in het Nabije Oosten op leer (gelooide dierenhuid) en in Griekenland en Rome vooral op papyrus, gedurende de middeleeuwen prefereerde men perkament vanwege zijn duurzaamheid en schoonheid: glad, soepel en wit, waarop inkt en verf volledig tot hun recht kwamen. Zelfs na de uitvinding van de boekdrukkunst gebruikte men voor veelgebruikte boeken perkament.
In beginsel kan van elke huid perkament gemaakt worden, maar de huid van kalveren geniet een grote voorkeur. Vellum – velijn in het Middelnederlands – is strikt genomen perkament vervaardigd van kalfshuid, maar het wordt ook gebruikt als kwaliteitsaanduiding voor hoogwaardig perkament.
Alle voorname Britse documenten zijn afgedrukt op vellum. Het Britse Hogerhuis trachtte in het tweede decennium van de 21e eeuw het gebruik ervan af te schaffen en daardoor jaarlijks 80.000 pond te besparen door archiefpapier te gebruiken. Na interventie van premier David Cameron, begin 2016, werd van het plan afgezien. Ook het oudste in Europa bewaard gebleven gebonden boek, het Johannesevangelie, is gemaakt van vellum.